# برادلي ساندمان
برادلي ساندمان (بالإنجليزية: Bradley Sandeman)‏ هو لاعب كرة قدم بريطاني في مركز الدفاع، ولد في 24 فبراير 1970 في نورثامبتون في المملكة المتحدة. لعب مع بورت فايل وميدستون يونايتد ونادي روذرهام يونايتد ونادي هيرفورد ونادي ووستر سيتي ونورثامبتون تاون ونورثويتش فيكتوريا.

## وصلات خارجية
- برادلي ساندمان على موقع قاعدة بيانات كرة القدم.إي يو (الإنجليزية)
- برادلي ساندمان على موقع Soccerbase.com (لاعب) (الإنجليزية)